# Lanzerotto Malocello
Lanzarotto Malocello (anche Lancelotto e Lancellotto; in latino Lanzarotus Marocelus; in  francese Lancelot Maloisel e in portoghese Lançarote da Franca; Varazze, 1270 – Genova, 1336) è stato un mercante, navigatore ed esploratore italiano della Repubblica di Genova appartenente alla famiglia dei Malocelli.

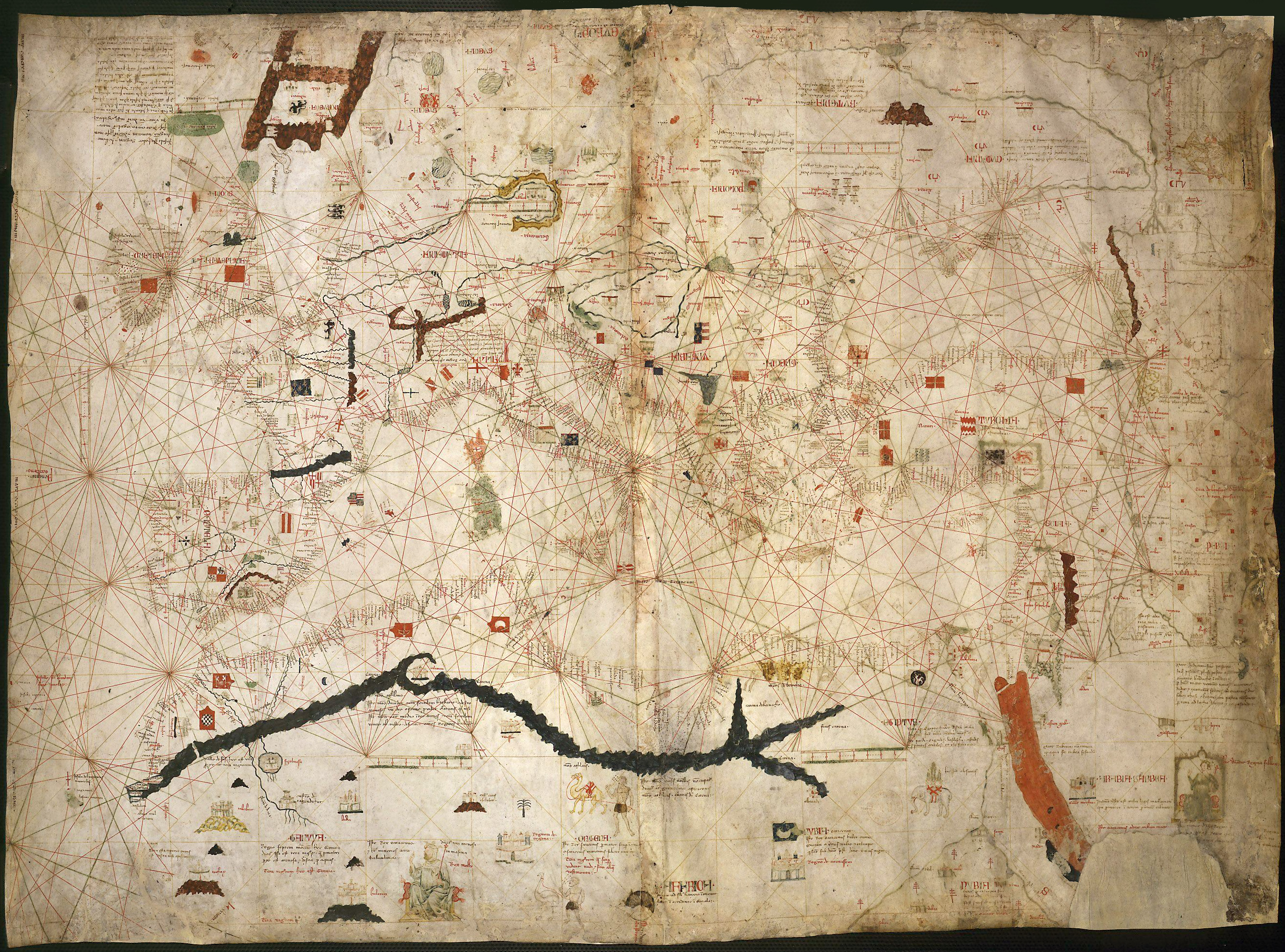
Portolano di Angelino Dulcert (1339).

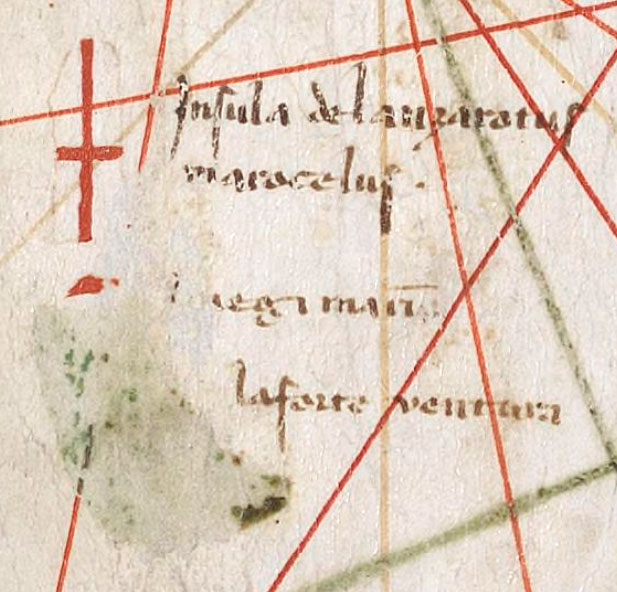
Dettaglio della "insula de Lanzarotus Marocelus" nel portolano di Angelino Dulcert (1339)

È considerato lo scopritore delle isole Canarie. Da lui prende il nome l'isola di Lanzarote.

## Biografia
Si ritene fratello di Pietro Malocello, proprietario della Villa Malocelli di Sturla.  Fu anche marito di Eliana di Bartolomeo Fieschi, famiglia di molti legami con i Malocelli.

## Spedizione
Sembra che Malocello fosse in viaggio alla ricerca di Ugolino e Vadino Vivaldi, che nel 1291 erano partiti per un viaggio attorno all'Africa diretti alle Indie e dovevano essere transitati dalle isole (anche se non è chiaro se e in che modo avessero informato i compatrioti della scoperta). Malocello giunse sull'isola che da lui prese il nome nel 1312, e vi rimase per almeno un ventennio, prima di esserne scacciato da una rivolta dei Guanci. Si hanno poche informazioni su questa rivolta, ma il suo soggiorno sull'isola è attestato da varie fonti, tra cui le cronache della conquista delle isole ad opera del normanno Jean de Béthencourt quasi un secolo dopo. Vi si riferisce infatti che nell'isola Lanzarire nei pressi della località di Teguise, sulla Montaña de Guanapay era stato ritrovato un fortino da lui costruito.
Al momento dell'arrivo di Malocello, l'isola era governata da un re di nome Zonzamas con la consorte Fayna. Essi ebbero due figli, Tiguafaya (erede al trono, che venne deportato nel 1393 insieme alla moglie e ad altri indigeni), e Guanarame, che succedette loro sul trono. La storia vuole che il nobile biscaglino Martin Ruiz de Avendaño, sbarcato sull'isola nel 1377, abbia concepito con la regina Fayna una figlia illegittima Ico, che in seguito sposò Guanarame ed ebbe un figlio, Guardafía (ribattezzato Luis de Guardafía). Guardafía fu il sovrano che vide l'arrivo della spedizione di Jean de Béthencourt nel 1402. Sua figlia si chiamò Teguise e lasciò il nome alla cittadina odierna. Essa sposò in seguito il nipote di Jean de Béthencourt, Maciot de Béthencourt. Lanzarotto Malocello fu dunque lo scopritore delle Isole Canarie però non le conquistò, cosa che invece fece Jean de Béthencourt anni dopo.
Il portolano di Angelino Dulcert (1339) fu il primo a registrare l'isola col nome di Insula de Lanzarotus Marocelus; il suo nome indigeno era Tite-Roy-Gatra. 

Il cacciatorpediniere Lanzerotto Malocello della Regia Marina Italiana (1931)

Per celebrare il VII centenario della scoperta di Lanzarote e delle Isole Canarie da parte del navigatore italiano Lanzarotto Malocello, avvenuta nel 1312, si sono costituiti due Comitati promotori, uno in Spagna e l'altro in Italia. Il Comitato promotore italiano, presieduto dall'Avv. Alfonso Licata, ha istituito un Comitato Scientifico per lo studio della vita e delle scoperte di Lanzarotto Malocello ed ha realizzato una serie di iniziative pubbliche a scopo divulgativo con il patrocinio morale della Presidenza del Consiglio dei Ministri, dei Ministeri dei Beni ed Attività Culturali, dell'Istruzione, Università e Ricerca, della Difesa, degli Affari Esteri e del Turismo nonché di alcuni Enti pubblici che ne sono diventati membri quali il Comune di Varazze (che ha dato i natali al navigatore), la Lega Navale Italiana, la Società Geografica italiana, la Commissione Italiana di Storia Militare, l'Associazione Nazionale Marinai d'Italia e il Distretto 108/L del Lions Club International. Per commemorare l'avvenimento è stata coniata una medaglia celebrativa ufficiale realizzata dalla Scuola dell'Arte della Medaglia dell'Istituto Poligrafico e Zecca dello Stato e pubblicato il libro di Alfonso Licata "Lanzarotto Malocello, dall'Italia alle Canarie" a cura della CISM-ministero Difesa. La Giunta di Roma Capitale, nel 2012, ad istanza del Comitato promotore, in occasione della ricorrenza del VII centenario, ha dedicato un Parco verde pubblico attrezzato all'insigne navigatore nel quartiere Ostiense. Analogamente la città di Savona, a sua volta, sempre su richiesta del Comitato Promotore, nel 2013 ha accolto l'istanza di dedicare a Lanzarotto Malocello un'Area verde attrezzata a parco giochi nella zona del Porto.